# HMS Inglefield

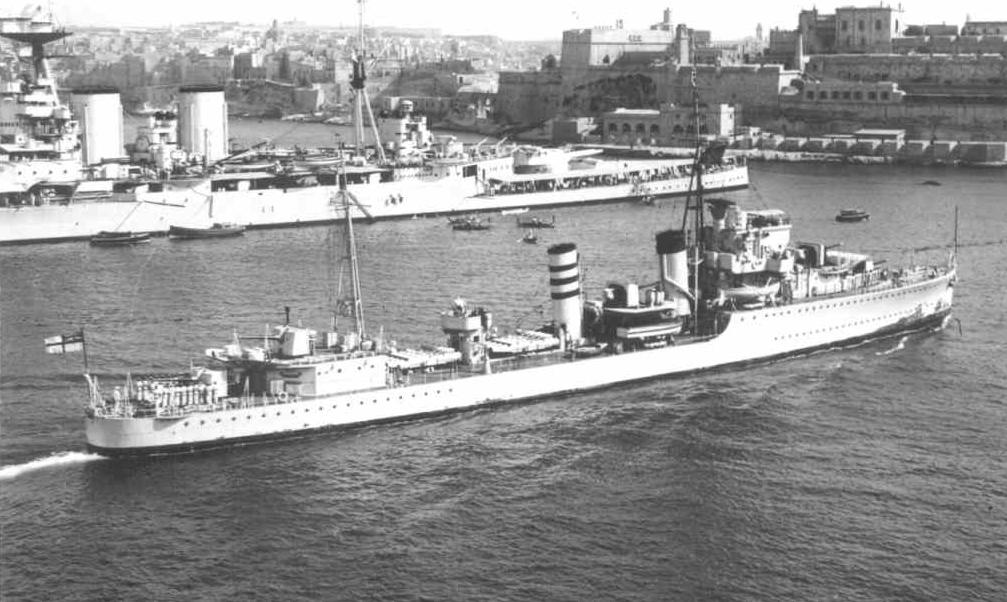
HMS Inglefield.

Le HMS Inglefield (D02) est un destroyer britannique de la classe I, lancé le 15 octobre 1936 et coulé le 25 février 1944.
Il a participé à la bataille de Grèce, à la destruction du Bismarck et à la bataille d'Anzio, au cours de laquelle il est coulé. Il a coulé deux U-Boote allemands, le U-45 et le U-63.